# Formofentonia orbifer
Formofentonia orbifer är en fjärilsart som beskrevs av George Francis Hampson 1892. Formofentonia orbifer ingår i släktet Formofentonia och familjen tandspinnare. Inga underarter finns listade i Catalogue of Life.